# Miagrammopes birabeni
Espèce
Miagrammopes birabeni est une espèce d'araignées aranéomorphes de la famille des Uloboridae.

## Distribution
Cette espèce est endémique d'Argentine.

## Publication originale
- Mello-Leitão, 1945 : Arañas de Misiones, Corrientes y Entre Ríos. Revista del Museo de La Plata (Nueva serie zoológia), vol. 4, p. 213-302.